# Motore ad accensione spontanea
Un motore ad accensione spontanea è un convertitore di energia chimica in energia meccanica, il quale viene alimentato da un impianto d'alimentazione e scarica i prodotti esausti (gas di scarico) tramite un impianto di scarico.

## Introduzione
Un motore ad accensione spontanea è un motore a combustione interna di tipo "volumetrico" in cui l'accensione di una miscela comburente-combustibile avviene spontaneamente per via dell'elevata temperatura del comburente.

## Suddivisione
I motori ad accensione spontanea possono essere suddivisi in base alla modalità con cui è completato il ciclo operativo, ovvero la successione periodica di fasi (o corse) che il fluido operatore compie nel motore quindi in:
- motori a quattro tempi
- motori a due tempi
- motori a sei tempi
- motori a sette tempi (solo ideato)

## Principi generali
Nei motori ad accensione spontanea vengono utilizzati combustibili ad elevato potere calorifico.
Utilizzando la forza di espansione data dalla combustione viene spinto un pistone, che perciò si sposta trasformando l'energia cinetica del pistone in energia rotatoria dell'albero motore.
Nei motori a 4 tempi, ad un ciclo di combustione equivalgono 2 giri dell'albero motore, mentre nel motore a 2 tempi un ciclo equivale a 1 solo giro dell'albero motore.
Nei motori alternativi il movimento longitudinale del pistone si trasferisce a un complesso biella - albero motore, trasformandosi quindi in movimento rotatorio.

## Fasi del Ciclo Diesel
Vi è una pluralità di motori a combustione interna, in tutti vi è però il ripetersi di un ciclo termodinamico simile:
1. aspirazione
2. compressione (innalzamento del pistone)
3. combustione (ed espansione) (fase utile)
4. scarico (espulsione dei gas esausti)

L'aspirazione e lo scarico servono per lo scambio dei gas e per preparare il nuovo ciclo, mentre compressione ed espansione producono la trasformazione da energia termica (calore) ed energia potenziale (pressione) in energia meccanica (potenza).